# Order of the Rainbow Girls
Order of the Rainbow Girls – założona w 1922 r. amerykańska organizacja związana z wolnomularstwem. Zrzesza ona dziewczęta w wieku 11-20 lat będące przeważnie córkami wolnomularzy. Lokalne grupy były zwykle wspierane i sponsorowane przez miejscową lożę masońską. Symbolem Zakonu jest tęcza nawiązująca do opisanego w Biblii przymierza zawartego przez Noego z Bogiem.